# Engel Berta Kaize
Engel Berta „Eta“ Kaize (* 5. Juli 1974 in Merauke) ist eine indonesische Beachvolleyballspielerin.

## Karriere
Eta spielte ihre ersten internationalen Turniere 1995 mit Ni Putu Timy Yudhani Rahayu. Nach einem 13. Platz in Rio de Janeiro und vier Open-Turnieren, die sie auf dem 17. Rang beendeten, kamen sie bei den Bali Open als Neunte erstmals in die Top Ten. 1996 beendeten sie die Turniere der World Tour wieder auf dem 13. oder 17. Platz. Außerdem qualifizierten sie sich für die Olympischen Spiele in Atlanta. Dort setzten sie sich in einer Vorausscheidung gegen Teams aus Kanada und Mexiko durch. Im ersten Spiel der Hauptrunde mussten sie sich den späteren Olympiasiegerinnen Sandra Pires und Jackie Silva aus Brasilien geschlagen geben. Mit einer weiteren Niederlage gegen die Japanerinnen Fujita/Takahashi schieden sie aus und beendeten das Turnier auf dem 13. Platz.
Im weiteren Verlauf der World Tour 1996 wurden Timy/Eta in Osaka und Busan jeweils Siebte. 1997 erreichten sie bei den gleichen Turnieren jeweils den 13. Platz. Anschließend nahmen sie an der Weltmeisterschaft in Los Angeles teil und erreichten dort den 17. Rang.
1998 spielte Eta die Dalian Open mit Risma Siswardini. 2002 trat sie bei den Madrid Open nochmal mit ihrer alten Partnerin Timy an. Auf der World Tour war sie anschließend nur noch bei den Bali Open 2003 und 2005 aktiv.